# ستيوارت بارنز
ستيوارت بارنز (27 يونيو 1970 بباث في المملكة المتحدة - ) (بالإنجليزية: Stuart Barnes)‏ هو لاعب كريكت بريطاني. لعب مع نادي مقاطعة غلوستر للكريكت ‏ وWiltshire County Cricket Club ‏.